# 爱德华多·洛佩斯·德·罗马尼亚
爱德华多·洛佩斯·德·罗马尼亚（西班牙語：Eduardo López de Romaña；1847年3月19日—1912年5月26日）是秘魯政治人物，1899年至1903年擔任秘魯總統。
洛佩斯·德·罗马尼亚早年前往英國倫敦國王學院受教育，曾是土木工程師學會的成員，先後於印度、巴西等地從事建築工作。回國後他加入市民黨並在故鄉阿雷基帕擔任公職，1899年獲選總統。